# Julien Dallaire-Charest
Julien Dallaire-Charest, né en 1988, est un illustrateur, graphiste et bédéiste québécois,.

## Biographie
Julien Dallaire-Charest est diplômé en technique de graphisme du Cégep de Sainte-Foy et possède une certification industrielle de l'École nationale en divertissement interactif.
Il tient des ateliers de création de bande dessinée pour le public,. Il a travaillé à titre d'animateur 2D et de concepteur visuel pour des entreprises de jeux vidéo. Il est le cofondateur du collectif Copinet Copinot et s'implique dans le milieu de la bande dessinée de Québec. Il réalise des entrevues BD pour le disquaire le Knock-Out et des couvertures de romans jeunesse, en plus d'être actif dans des collectifs et le domaine de l'autoédition.
Il contribue au projet de bande dessinée intitulée Les 5 plus grands mystères extraterrestres en compagnie de Nick Micho, Guillaume Demers, Hochi et  Valmo. Cette bd présente des histoires médiatisées et des univers méconnus reliés aux extraterrestres.
Il participe à la bande dessinée Délicieuse aventure en Belgique, une bande dessinée destinée aux adolescents afin de leur donner le goût de la lecture.
En 2015, Julien Dallaire-Charest est invité à créer une bande dessinée de deux planches pour l'exposition Histoires de quartiers, présentée dans le cadre du Festival Québec BD. Sa bd raconte ses soirées dans les bars du quartier Saint-Sauveur.
En 2018, il participe comme dessinateur au projet de bande dessinée en réalité augmentée baptisée Les chroniques de Montcalm. Le public, grâce à un téléphone intelligent ou une tablette, avait accès à l'intégralité de la bande dessinée, à partir de huit panneaux disséminés dans les rues du quartier Montcalm.
En 2019, le bédéiste remporte le prix Jacques-Hurtubise lors du Festival Québec BD. Ce prix, qui favorise une nouvelle création d'un auteur émergent, lui est décernée pour son projet Pogneurs de spectres.
Il participe en 2020 à la programmation de la Foire du livre de Francfort, programmation dans laquelle le Canada est l'invité d'honneur, en créant une bande dessinée sous le thème de la réconciliation,. Cette bande dessinée présente des pèlerins, issus des communautés autohctones, qui se rendent chaque année à la Basilique Sainte-Anne-de-Beaupré. Julien Dallaire-Charest raconte qu'il observait les Innus durant le pèlerinage à la basilique, sans comprendre d'où leur venait leur foi et les stéréotypes négatifs que les gens de son entourage avaient à leur sujet.
En 2021, Julien Dallaire-Charest participe à titre d'illustrateur à la création de l'application Popup Limoilou, qui propose un voyage de réalité augmentée dans l'histoire de ce quartier. Ce projet fait partie des finalistes des prix OCTAS 2022, dans la catégorie « Solution numérique ». Ces prix reconnaissent l'excellence dans le domaine des technologies de l'information au Québec.
En 2021, Julien Dallaire-Charest et Guillaume Proteau-Beaulieu, qui forment ensemble le Collectif Saint-Laurent-Sachet, ont réalisée la microrésidence ÉlectroLITT, chapeautée par les Éditions Alto et les Productions Rhizome. Les deux illustrateurs se sont connus au Cégep lors de leurs études de graphisme et avaient alors démarré un projet de fanzine, intitulé Copinet Copinot en compagnie d'autres étudiants de graphisme et de création littéraire. Ils ont formé leur collectif au printemps 2020 afin de pouvoir raconter des histoires par le biais des arts interactifs. Dans le cadre des microrésidences, ils ont créé le projet Les frères Miller, une œuvre littéraire interactive qui met de l'avant une mythologie unique, comique et mystérieuse. L'utilisateur est invité à découvrir et à reconstruire les événements mystérieux de la vie des frères Miller.
Julien Dallaire-Charest a illustré le rallye découverte du Vieux-Québec littéraire édition 2022.
En 2022 et 2023, Julien Dallaire-Charest participe au projet Québec dont vous êtes le héros, projet qui implique des jeunes des écoles primaires des quartiers Montcalm et Maizerets. Ce projet, chapeauté par le Machin Club, vise la création collective d'un court-métrage par les jeunes, qui seront soutenus au niveau de l'illustration du scénario par Julien Dallaire-Charest.

## Œuvres

### Bande dessinée
- Le cabinet de minuit T.1 : L'abomination du lac Crystal, par Pierre-Alexandre Bonin et Julien Dallaire-Charest, Montréal, Éditions ADA (coll. Le cabinet de Minuit), 2019,  (ISBN 9782897868567)
- Les 5 plus grands mystères extraterrestres au Québec, collectif qui regroupe Hoshi, ValMO, Guillaume Demers, Julien Dallaire-Charest et Nick Micho, Éditeur Sawin, 2020, (ISBN 9782980821165)
- Serge, le futur roi qui voulait un pick-up, autoédité, 2017, 28 planches,  (ISBN 978-2-9816794-0-6)
- Les cinq endroits les plus hantés au Québec, collectif qui regroupe Nick Micho, Julien Dallaire-Charest et David Gauthier, Éditions Sawin, 48 planches, 2019,  (ISBN 978-2-9808211-5-8)
- Pogneurs de Spectres, 2016[22]
- Ben et Corcoran, autoédité, 2021, 20 planches[23]

## Prix et honneurs
- 2019 : prix Jacques-Hurtubise décerné par le Festival Québec BD[2]